# Bactra clarescens
Bactra clarescens es una especie de polilla del género Bactra, categorizada en la tribu Olethreutini, de la subfamilia Olethreutinae.

## Distribución
Se distribuye por Surinam.

## Taxonomía
Fue descrita por Meyrick en 1912 y publicada en (Bactra), Trans. ent. Soc. Lond. 1911: 689.